# Crystals (Electric Callboy)
Crystals è il terzo album in studio del gruppo musicale tedesco Eskimo Callboy, pubblicato il 20 marzo 2015 dalla Airforce1 Records in Europa e il 23 giugno 2015 dalla Spinefarm Records negli Stati Uniti d'America.

## Tracce
Testi e musiche degli Eskimo Callboy, eccetto dove indicato.
1. Pitch Blease – 3:17
2. Baby (T.U.M.H.) – 3:13 (Eskimo Callboy, Kristian Carl Marcus Lundin, Martin Karl Sandberg)
3. My Own Summer – 3:40
4. Kill Your Idols – 3:53
5. Ritual – 0:33
6. Monster – 2:54
7. Best Day (feat. Sido) – 3:56
8. 2 Fat 2 Furious – 3:46
9. F.D.M.D.H. – 1:48
10. Paradise in Hell – 3:18
11. Crystals – 3:38
12. Walk on the Thin Line – 3:51
13. Closure – 1:09

Tracce bonus nell'edizione deluxe
1. Baby (T.U.M.H.) (Acoustic)
2. My Own Summer (Remix)

## Formazione
Hanno partecipato alle registrazioni, secondo le note di copertina:
- Sushi – voce
- Kevin – voce, tastiera
- Danskimo – chitarra
- Pascal – chitarra
- Jack Daniel – basso
- David – batteria

## Classifiche
| Classifica (2015) | Posizione massima |
| ----------------- | ----------------- |
| Austria           | 54                |
| Germania          | 6                 |
| Svizzera          | 70                |